# Sinnesförvirring
Sinnesförvirring är ett tillstånd av plötslig och allvarlig förvirring till följd av snabba förändringar av personens hjärnfunktion i samband med fysisk eller mental sjukdom. Sinnesförvirring orsakas vanligtvis av just fysisk eller mental sjukdom och är ofta tillfällig. Flera olika sjukdomar kan ge upphov till sinnesförvirring. Ofta är orsaken att hjärnan inte får tillräcklig mängd syre eller andra ämnen. Tillståndet kan även orsakas av att toxiner byggts upp i hjärnan.
De symptom som kan indikera sinnesförvirring inbegriper: förändringar vad gäller vakenhet, uppfattningsförmåga, medvetande, rörelser och sömnmönster samt förvirring, försämrat korttidsminne, ologiskt tänkande, personlighetsförändringar, inkontinens och koncentrationssvårigheter. Några möjliga orsaker till tillståndet är: överdosering eller avlägsnande av läkemedel eller alkohol, användning av droger, infektioner, sömnbrist och förgiftning.